# 죠죠의 기묘한 모험 (비디오 게임)
《죠죠의 기묘한 모험》(일본어: ジョジョの奇妙な冒険)은 아라키 히로히코가 그린 동명의 만화에 기반한 캡콤의 대전 격투 게임이다. 《스트리트 파이터 III》가 사용한 CP 시스템 III 기판으로 제작돼 1998년 12월 아케이드용으로 출시됐다. 1999년에는 캐릭터를 추가하고 게임플레이를 조정한 개선판 《죠죠의 기묘한 모험: 미래로의 유산》(일본어: ジョジョの奇妙な冒険 未来への遺産)이 발매됐다.
전체적인 게임플레이는 《다크스토커즈》 시리즈와 같은 캡콤의 타 격투 게임에 영향을 받아 초필살기를 사용하는 데 소모하는 파워 게이지 시스템이 존재하며, 이 게임만의 고유 요소로 원작에서 선보였던 스탠드를 플레이어가 직접 소환해 싸움에 이용할 수 있는 점이 있다.
1999년에 플레이스테이션과 드림캐스트로 이식판이 출시됐는데, 플레이스테이션판의 경우 콘솔 성능으로 인해 하향된 점이 있으나 스토리 모드가 추가됐다. 2012년 8월 21일에는 드림캐스트판에 기반한 HD 리마스터판이 플레이스테이션 3 및 엑스박스 360용으로 출시됐다.

## 발매
2012년 8월 21일, 사이버커넥트2가 드림캐스트판에 기반해 개발한 이식판이 플레이스테이션 3 및 엑스박스 360으로 출시됐다. 이 판의 경우 플레이스테이션판에 추가된 '슈퍼 스토리 모드'가 없고 그래픽 필터 설정과 온라인 게임플레이를 지원한다.

## 반응
일본 잡지 〈게임 머신〉 1999년 2월 1일호에서 《죠죠의 기묘한 모험》을 그 달 가장 성공적인 아케이드 게임으로 기록했다. 또한 같은 잡지 1999년 11월 15일호에서 《죠죠의 기묘한 모험: 미래로의 유산》을 그 달 가장 성공적인 아케이드 게임으로 기록했다.

## 같이 보기
- 《죠죠의 기묘한 모험 All Star Battle》